# Kaseri
Kaseri (griechisch κασέρι [kaˈsɛri], auch Kasseri) ist ein halbfester gelblicher Filata-Käse aus Griechenland mit geschützter Ursprungsbezeichnung seit 1996. Er wird aus Schaf- und Ziegenmilch 
hergestellt.

## Geschichte und Herkunft
Kaseri ist eine Variante des Kaschkawal-Typs des Filata-Käses. Die Herstellung von Kaschkawal-Käse ist seit dem 11. bis 12. Jahrhundert bekannt. Vermutlich brachten Nomadenstämme aus dem Osten in vorchristlicher Zeit diese Art der Käsezubereitung in die Mittelmeerregion. Ein vergleichbares Herstellungsverfahren beschrieb der römische Autor Columella für einen als 'manum pressum' bezeichneten Käse. Als Kaseri bezeichneter Käse wird in Griechenland seit dem 19. Jahrhundert hergestellt.
Seit 1996 ist Kaseri mit geschützter Ursprungsbezeichnung eingetragen. Der Käse wird in den griechischen Regionen Thessalien, Makedonien und den ehemaligen Präfekturen Xanthi und Lesbos produziert. Für die Herstellung wird pasteurisierte Schafsmilch oder eine Mischung mit maximal 20 % Ziegenmilch verwendet. Die Milch stammt von Tieren innerhalb des geographischen Gebiets, ihre Ernährung ist an die Flora angepasst. Der Fettgehalt muss mindestens 6 % betragen. Für die Produktion aus Rohmilch wird in kleinen Molkereien nur Milch von bester Qualität verarbeitet.

## Beschreibung
Die typischen flachzylindrischen Käselaibe erreichen bei einem Durchmesser von 25 bis 30 cm und einer Höhe von 7 bis 10 cm ein Gewicht zwischen 7 und 8 kg, sie können aber auch rechteckig ausgeformt sein. Die dünne Rinde kann mit Paraffin, anderen zulässigen Materialien oder mit Kunststoff-Folie überzogen werden, um den Laib vor Austrocknung zu schützen. Der halbfeste bis harte Käse hat eine kompakte weiß-gelbliche Masse und keine oder nur wenige gleichmäßig verteilte kleine Löcher. Die Zugabe von Ziegenmilch ergibt einen härteren Käse.
Der Fettgehalt liegt bei mindestens 40 %, der zulässige maximale Feuchtigkeitsgehalt bei 45 %.